# Cam Spencer
Cameron «Cam» Spencer (Davidsonville, Maryland, 6 de abril de 2000) es un baloncestista estadounidense que pertenece a la plantilla de los Memphis Grizzlies de la NBA. Con 1,93 metros de estatura, juega en la posición de base o escolta.

## Trayectoria deportiva

### Universidad
Spencer comenzó su carrera de baloncesto universitario con los Loyola Greyhounds. Promedió diez puntos, 3,1 asistencias y 3,4 rebotes en 23 partidos antes de sufrir una lesión en la cadera y ser nombrado para el equipo All-Freshman de la Patriot League. Se perdió la mayor parte de su segunda temporada mientras se recuperaba de su lesión de cadera. Regresó para los últimos cinco partidos de la temporada y promedió 10,2 puntos. Fue incluido en el mejor quinteto de la Patriot League como júnior después de promediar 18,9 puntos, 4,8 rebotes, 3,2 asistencias y 2,3 robos por partido. Tras el final de la temporada entró en el portal de transferencias de la NCAA.
Fue transferido a los Scarlet Knights de la Universidad Rutgers, donde jugó una temporada en la que promedió 13,3 puntos, 3,8 rebotes, 3,1 asistencias y 2 robos de balón por partido.
Tras esa temporada fue transferido nuevamente, en esta ocasión a los Huskies de la Universidad de Connecticut, Allí jugó una última temporada como titilar indiscutible, promediando 14,3 puntos, 4,9 rebotes y 3,6 asistencias por partido, ayudando a ganar el Torneo de la NCAA de 2024 con 11 puntos, 8 rebotes, 2 asistencias y 2 robos en la victoria de la final de UConn ante Purdue por 75-60.

#### Estadísticas
| Año     | Equipo  | PJ  | PT  | MPP  | %TC  | %3P  | %TL  | RPP | APP | ROB | TPP | PPP  |
| ------- | ------- | --- | --- | ---- | ---- | ---- | ---- | --- | --- | --- | --- | ---- |
| 2019–20 | Loyola  | 23  | 9   | 28.0 | .491 | .436 | .857 | 3.4 | 3.1 | .3  | .0  | 10.0 |
| 2020–21 | Loyola  | 5   | 3   | 25.6 | .425 | .467 | .769 | 4.4 | 3.0 | 1.0 | .2  | 10.2 |
| 2021–22 | Loyola  | 30  | 30  | 36.9 | .468 | .353 | .858 | 4.8 | 3.2 | 2.3 | .2  | 18.9 |
| 2022–23 | Rutgers | 34  | 34  | 31.5 | .444 | .434 | .894 | 3.8 | 3.1 | 2.0 | .1  | 13.2 |
| 2023–24 | UConn   | 40  | 40  | 33.0 | .484 | .440 | .911 | 4.9 | 3.6 | 1.5 | .3  | 14.3 |
| Total   | Total   | 132 | 116 | 32.3 | .468 | .417 | .878 | 4.3 | 3.3 | 1.6 | .2  | 14.2 |

### Profesional
El 27 de junio de 2024 fue elegido en el Draft de la NBA en la quincuagésimo tercera posición por los Detroit Pistons, pero fue traspasado esa misma noche a los Memphis Grizzlies, equipo con el que firmó un contrato dual el 8 de julio. Debutó en la NBA el 20 de noviembre de 2024 ante Philadelphia 76ers. El 4 de enero de 2025 se enfrentó por primera vez a su hermano Pat, que jugaba para Golden State Warriors, en un encuentro NBA.
Tras una primera temporada en la que alternó encuentros con el filial de la G League, los Memphis Hustle, disputando únicamente 25 encuentros con el primer equipo, en julio de 2025, extiende su contrato con los Grizzlies por cuatro temporadas.

## Estadísticas de su carrera en la NBA

### Temporada regular
| Año     | Equipo  | PJ | PT | MPP  | %TC  | %3P  | %TL   | RPP | APP | ROB | TPP | PPP |
| ------- | ------- | -- | -- | ---- | ---- | ---- | ----- | --- | --- | --- | --- | --- |
| 2024-25 | Memphis | 25 | 1  | 10.1 | .415 | .358 | 1.000 | 1.2 | 1.4 | .4  | .0  | 4.2 |
| Total   | Total   | 25 | 1  | 10.1 | .415 | .358 | 1.000 | 1.2 | 1.4 | .4  | .0  | 4.2 |